# Mulay Ibrahim
Mulay Ibrahim ibn Yazid fou sultà rebel del Marroc de la dinastia alauita, fill de Mulay Yazid.
Es va revoltar i es va proclamar sultà a Fes del 10 de novembre de 1820, en la part final del regnat del seu oncle Mulay Sulayman; es va mantenir fins a la seva mort el 15 de març de 1821 i el va succeir el seu germà Mulay Said.